# 1982 en musique
| \| • Retour à la chronologie générale de la musique populaire • \| |
| XXIe siècle • XXe siècle • XIXe siècle • XVIIIe siècle XVIIe siècle • XVIe siècle • XVe siècle • XIVe siècle XIIIe siècle • XIIe siècle • XIe siècle • Xe siècle IXe siècle • VIIIe siècle • Haut Moyen Âge • Rome • Grèce |
| • Retour à la chronologie générale de la musique populaire • |

| • Retour à la chronologie générale de la musique populaire • |

| Années de la musique populaire : 1979 - 1980 - 1981 - 1982 - 1983 - 1984 - 1985    |
| Décennies de la musique populaire : 1950 - 1960 - 1970 - 1980 - 1990 - 2000 - 2010 |

Cet article présente les faits marquants de l'année 1982 en musique.

## Faits marquants

### En France
- 68 millions de singles[1] et environ 87 millions d'albums[2] sont vendus en France en 1982.
- 21 juin : Première Fête de la musique.
- Première émission de rap sur Radio 7.
- Johnny Hallyday se produit au Palais des Sports du 14 septembre au 11 novembre avec son spectacle Fantasmhallyday.
- Décès de Joëlle Mogensen, chanteuse du groupe Il était une fois.

### Dans le monde
- 1er octobre : Vente du premier disque compact au Japon.
- Premiers succès de Janet Jackson (Young love), Scorpions (No one like you), Wham! (Young guns (Go for it)), Tears for Fears (Mad World) et Bananarama (It ain't what you do).
- Le clip de Queen, Body language, est le premier clip à être censuré sur MTV.
- 30 novembre : Michael Jackson publie Thriller, qui deviendra l'album le plus vendu de l'histoire de la musique.

## Disques sortis en 1982
- Albums sortis en 1982
- Singles sortis en 1982

## Succès de l'année en France (singles)

### Chansons classées Numéro 1
Cette liste présente, par ordre chronologique, tous les titres s'étant classés à la première place des ventes durant l'année 1982.
- J.J. Lionel : La Danse des canards
- Ulysse 31
- Nikka Costa : On my own
- Chagrin d'amour : Chacun fait (c'qui lui plaît)
- Kim Wilde : Cambodia
- Thierry Pastor : Le Coup de folie
- Pop Concerto Orchestra : Eden Is a Magic World
- Pierre Bachelet : Les Corons
- Imagination : Just an Illusion
- Jean-Luc Lahaye : Femme que j'aime
- Philippe Lavil : Il tape sur des bambous
- FR David : Words
- Dorothée : Hou ! La menteuse

### Chansons francophones
Cette liste présente, par ordre alphabétique, tous les titres francophones s'étant classés parmi les 10 premières places des ventes hebdomadaires durant l'année 1982.
- Chagrin d'amour : Chacun fait (c'qui lui plaît)
- Chantal Goya : Monsieur le Chat botté
- Daniel Balavoine : Vivre ou survivre
- Dorothée : Rox & Rouky
- Dorothée : Hou ! La menteuse
- France Gall : Tout pour la musique
- François Valéry et Sophie Marceau : Dream in Blue
- Génération 60 : Hits des années 60
- Gérard Berliner : Louise
- Gérard Blanchard : Rock Amadour
- Gérard Lenorman : La petite valse
- Hervé Cristiani : Il est libre Max
- Hugues Hamilton : Totalement fou d’elle
- Jean-François Maurice : 28° à l’ombre
- Jean-Jacques Goldman : Il suffira d'un signe
- Jean-Jacques Goldman : Quand la musique est bonne
- Jean-Luc Lahaye : Femme que j'aime
- J.J. Lionel : La Danse des canards
- J.J. Lionel : La danse des petits chats
- Johnny Hallyday : Mon Amérique à moi
- Julie Pietri : Je veux croire
- Karen Cheryl : Oh chéri chéri
- Karen Cheryl : Les nouveaux romantiques
- Michel Sardou : Les Lacs du Connemara
- Michel Sardou : Musica
- Michel Sardou : Afrique adieu
- Nana Mouskouri : Je chante avec toi Liberté
- Philippe Lavil : Il tape sur des bambous
- Philippe Timsit : Henri, porte des Lilas
- Pierre Bachelet : Les Corons
- Pierre Bachelet : Écris-moi
- Pit et Rik : La cicrane et la froumi
- Richard Gotainer : Le sampa
- Thierry Pastor : Le Coup de folie
- Ulysse 31

### Chansons non francophones
Cette liste présente, par ordre alphabétique, tous les titres non francophones s'étant classés parmi les 10 premières places des ventes hebdomadaires durant l'année 1982.
- Aneka : Japanese Boy
- Barbra Streisand : Memory
- Boys Town Gang : Can’t take my eyes off you
- Captain Sensible : Wot!
- Culture Club : Do you really want to hurt me
- David Christie : Saddle Up
- Earth Wind & Fire : Let's Groove
- Ennio Morricone : Chi Mai
- FR David : Words
- Frida : I know there’s something going on
- Imagination : Just an Illusion
- Imagination : Music and Lights
- Joan Jett & The Blackhearts : I love Rock’n roll
- Joanna Wyatt : Stupid cupid
- Kim Wilde : Cambodia
- Kim Wilde : View from a Bridge
- Mel Brooks : It’s good to be the King
- Nikka Costa : On my own
- Nikka Costa : So glad I have you
- Ph.D. : I won’t let you down
- Paul McCartney & Stevie Wonder : Ebony and Ivory
- Pop Concerto Orchestra : Eden Is a Magic World
- Quarterflash : Harden my heart
- Romina Power & Al Bano : Felicità
- Secret Service : Flash in the Night
- Supertramp : It’s raining again
- Trio : Da Da Da
- Yazoo : Don't Go

## Succès de l'année en France (albums)
Cette liste présente, par ordre alphabétique, les albums sortis en 1982 ayant obtenu une certification Platine ou Diamant en France.

### Disques de diamant (plus d'un million de ventes)
- Michael Jackson : Thriller
- Simon & Garfunkel : The Concert in Central Park

### Triples disques de platine (plus de 900.000 ventes)
- Jean-Jacques Goldman : Jean-Jacques Goldman

### Doubles disques de platine (plus de 600.000 ventes)
- Phil Collins : Hello, I Must Be Going

### Disques de platine (plus de 300.000 ventes)
- Dire Straits : Love over Gold
- Imagination : In the heat of the night
- John Lennon : The John Lennon Collection
- Johnny Hallyday : La peur
- Julien Clerc : Femmes, Indiscrétion, Blasphème
- Julio Iglesias : Et l'amour créa la femme
- Pierre Bachelet : Les Corons
- Supertramp : …Famous Last Words…
- Téléphone : Dure Limite
- The Alan Parsons Project : Eye in the Sky
- Toto : Toto IV
- Yves Montand : Olympia 81

## Succès internationaux de l’année
Cette liste présente, par ordre alphabétique, les trente titres et albums ayant eu le plus de succès dans les charts internationaux en 1982,.

### Singles
- Charlene : I've Never Been to Me
- Chicago : Hard to Say I'm Sorry
- Culture Club : Do You Really Want to Hurt Me
- Dexys Midnight Runners : Come On Eileen
- Dionne Warwick : Heartbreaker
- Duran Duran : Hungry like the Wolf
- FR David : Words
- Falco : Der Kommissar
- Frida : I Know There’s Something Going On
- Hall & Oates : Maneater
- Hall & Oates : I Can't Go for That (No Can Do)
- J. Geils Band : Centrefold
- Joan Jett & The Blackhearts : I Love Rock’n Roll
- Joe Cocker & Jennifer Warnes : Up Where We Belong
- John Cougar Mellencamp : Jack & Diane
- Kim Wilde : Cambodia
- Laura Branigan : Gloria
- Marvin Gaye : Sexual Healing
- Men at Work : Down Under
- Musical Youth : Pass the Dutchie
- Paul McCartney & Stevie Wonder : Ebony and Ivory
- Paul McCartney & Michael Jackson : The Girl Is Mine
- Quarterflash : Harden My Heart
- Steve Miller Band : Abracadabra
- Supertramp : It's Raining Again
- Survivor : Eye of the Tiger
- The Human League : Don't You Want Me
- Toni Basil : Mickey
- Toto : Rosanna
- Trio : Da Da Da

### Albums
- ABC : The Lexicon of Love
- Asia : Asia
- Barbra Streisand : Memories
- Bruce Springsteen : Nebraska
- Culture Club : Kissing to Be Clever
- Dire Straits : Love over Gold
- Donald Fagen : The Nightfly
- Duran Duran : Rio
- Fleetwood Mac : Mirage
- Hall & Oates : H2O
- Iron Maiden : The Number of the Beast
- J. Geils Band : Freeze Frame
- Joan Jett & The Blackhearts : I Love Rock'n roll
- Joe Jackson : Night & Day
- John Cougar Mellencamp : American Fool
- Men at Work : Business as usual
- Michael Jackson : Thriller
- Paul McCartney : Tug of War
- Phil Collins : Hello, I Must Be Going
- Prince : 1999
- Queen : Hot Space
- Roxy Music : Avalon
- Simon & Garfunkel : The Concert in Central Park
- Steve Miller Band : Abracadabra
- Supertramp : …Famous Last Words…
- The Alan Parsons Project : Eye in the Sky
- The Clash : Combat Rock
- The Go-Go's : Beauty & the Beat
- The Rolling Stones : Still Life: American Concert 1981
- Toto : Toto IV

## Récompenses
- États-Unis : 25e édition des Grammy Awards
- États-Unis : American Music Awards 1982 (en)
- Europe : Concours Eurovision de la chanson 1982
- Québec : 4e gala des prix Félix

## Formations et séparations de groupes
- Groupe de musique formé en 1982
- Groupe de musique séparé en 1982

## Naissances
- 25 janvier : Noemi, chanteuse italienne
- 29 janvier : Adam Lambert, chanteur américain
- 5 février : Marco Di Meco, flûtiste et compositeur de jazz italien
- 8 février : Victor Le Masne, musicien et compositeur français.
- 15 février : Élodie Frégé, chanteuse française
- 29 février : Nate Ruess, chanteur du groupe Fun
- 13 avril : Ty Dolla $ign, chanteur et producteur américain
- 24 avril : Kelly Clarkson, chanteuse américaine
- 2 mai : Lorie, chanteuse française
- 11 mai : Cory Monteith, chanteur et acteur canadien
- 24 mai: Kim Frank, Chanteur et réalisateur allemand membre du groupe Echt
- 7 juillet : Julien Doré, chanteur français
- 7 juillet : Tita Delarue, rappeur et producteur de musique français
- 1er août : Orelsan, rappeur français
- 19 août : Willy Denzey, chanteur français
- 28 août : LeAnn Rimes, chanteuse américaine
- 8 septembre : Benyamin Bahadori, chanteur de la musique pop iranienne
- 28 septembre : Nolwenn Leroy, chanteuse française
- 18 octobre : Thierry Amiel, chanteur français
- 18 octobre : Ne-Yo, chanteur américain
- 27 octobre : Keri Hilson, chanteuse américaine
- 15 novembre : Jenifer Bartoli, chanteuse française
- 8 décembre : Nicki Minaj, rappeuse, chanteuse, parolière et actrice américano-trinidadienne
- 23 décembre : Beatriz Luengo, chanteuse, danseuse et actrice espagnole

## Décès
- 22 janvier : Tommy Tucker, chanteur de blues américain
- 17 février : Thelonious Monk, pianiste américain de jazz
- 5 mars : John Belushi, acteur et chanteur des Blues Brothers
- 19 mars : Randy Rhoads, guitariste américain
- 15 mai : Joëlle Mogensen, chanteuse du groupe Il était une fois
- 10 juin : Micki Harris, chanteuse des Shirelles
- 28 juin : Harry Mills, membre des Mills Brothers
- 9 juillet : Wingy Manone, trompettiste américain de jazz
- 16 juillet : Patrick Dewaere, acteur francais
- 28 juillet : Keith Green, chanteur américain de gospel
- 12 août : Joe Tex, chanteur américain de soul
- 17 décembre : Big Joe Williams, bluesman américain